# Emutbal
Emutbal (Jamutbal) - w II tys. p.n.e. nazwa krainy w Mezopotamii, lokalizowanej najczęściej na pograniczu elamicko-babilońskim, na wschodnim brzegu Tygrysu; nazwa wywodzi się najprawdopodobniej od nazwy jednego z koczowniczych plemion amoryckich, które ją zamieszkiwały.